# Lithobates taylori
Espèce
Synonymes
- Rana taylori Smith, 1959

Statut de conservation UICN

 LC  : Préoccupation mineure
Lithobates taylori est une espèce d'amphibiens de la famille des Ranidae.

## Répartition
Cette espèce se rencontre en Amérique centrale, au Costa Rica et dans le sud du Nicaragua,.

## Étymologie
Cette espèce est nommée en l'honneur d'Edward Harrison Taylor.

## Publication originale
- Smith, 1959 : Herpetozoa from Guatemala. 1. Herpetologica, vol. 15, no 4, p. 210-216.